# Nagybaracska
Nagybaracska is een plaats (község) en gemeente in het Hongaarse comitaat Bács-Kiskun. Nagybaracska telt 2473 inwoners (2002).